# Carrer dels Tres Llits
El Carrer dels Tres Llits es troba a Barcelona, concretament al districte de Ciutat Vella.

## Història
Pi i Arimon creu que el nom d'aquest carrer és la corrupció de Tres Lleis (abans Trium Legem), referides a les jurisdiccions de les parròquies del Pi, de Sant Jaume i de Sant Miquel, mentre que Bofarull creu que és el nom d'un bordell, el més popular dels molts que hi havia al carrer. Altres fonts fan derivar el nom de tras litg, canvi de lleis que feren els jueus en convertir-se al cristianisme.